# Nicolas Beuglet
Nicolas Beuglet, né en 1974, est un écrivain et journaliste français. Les deux premiers volets de la trilogie de romans policiers avec pour héroïne l'inspectrice norvégienne Sarah Geringën se sont vendus à plus de 540 000 exemplaires.

## Biographie
Nicolas Beuglet commence sa carrière comme journaliste au Figaro Étudiant et présente des flashs info sur Europe 2. Il travaille ensuite pendant une quinzaine d'années sur M6, d'abord comme présentateur des émissions 80 à l'heure et Génération Hit,, puis comme rédacteur en chef et producteur. Il publie son premier roman Le Premier Crâne en 2011 sous le pseudonyme de Nicolas Sker.
Sorti en 2016, Le Cri, premier roman de la série Sarah Geringën, reçoit le prix « Nouvelles Voix du Polar ». Le deuxième volet, Complot, paraît en 2018. En septembre 2020, il publie une deuxième saga de trois tomes sur les intrigues autour de l'inspectrice Grace Campbell,.
En 2020, il vit à Boulogne-Billancourt depuis une dizaine d'années. Il est marié et père de deux filles.

## Œuvres

### Romans
- Sous le pseudonyme de Nicolas Sker, Le Premier Crâne, Michel Lafon, avril 2011, 348 p. (EAN 978-2749913858)

#### SérieTrilogie Geringën
1. Le Cri, XO éditions, septembre 2016, 494 p. (EAN 978-2845638204)
2. Complot, XO éditions, mai 2018, 496 p. (EAN 978-2845639812)
3. L'Île du Diable, XO éditions, septembre 2019, 320 p. (EAN 978-2374481340)

#### Série Grace Campbell
1. Le Dernier Message, XO éditions, septembre 2020, 400 p. (ISBN 978-2374482132)
2. Le Passager sans visage, XO éditions, septembre 2021, 366 p. (ISBN 978-2374483610)
3. L'Archipel des oubliés, XO éditions, septembre 2022, 395 p. (ISBN 978-2374484778)

### Autre roman
- L'Ultime Avertissement, XO éditions, septembre 2024

### Collectifs
- Sangdrillon, dans Storia : 17 auteurs de thrillers s'engagent pour ELA, anthologie sous la direction de Bertrand Pirel. Paris : Hugo poche, coll. "Suspense" n° 202, 10/2020, p. 197-207. (ISBN 978-2755685176)
- « Laissez-moi vous raconter l'histoire... », dans Lettre à ce prof qui a changé ma vie : enseigner la liberté : 40 personnalités s'engagent. Paris : Robert Laffont - Pocket n° 18336, 11/2020, p. 27-29. (ISBN 978-2-266-31767-2)
- La Visite, dans Déguster le noir, anthologie sous la direction d'Yvan Fauth. Paris : Belfond, coll. "Belfond noir", 06/2023, p. 181-204.  (ISBN 978-2-7144-9749-9)

### Bandes dessinées
- L'Alchimiste, tome 1 : La Porte du secret (scénario), éditions Jungle, avec Alessandro Barbucci et Alexandre Saint-Venez (dessin), 2022  (ISBN 9782822236607)[9]
- L'Alchimiste, tome 2 : Le Labyrinthe Interdit (scénario), éditions Jungle, avec Alexandre Saint-Venez (dessin), 2023  (ISBN 9782822240888)
- L'Alchimiste (Vol. 3) : Les Géant de l'Atlantide / scénario Maxime Fontaine et Alessandro Barbucci d'après les personnages de Nicolas Beuglet ; dessin Alexandre Saint-Genez. Paris : Jungle, 10/2024, 48 p.  (ISBN 978-2-8222-4414-5)
- Le Cri, éditions Phileas, adaptation du roman de Nicolas Beuglet, avec Pierre Makyo (scénario) et Laval Ng (dessin), 2023  (ISBN 9782491467326)[10]